# بيدرو بنوا
بيدرو بنوا (بالإسبانية: Pedro Benoit)‏ هو مخطط حضري ومهندس ومهندس معماري أرجنتيني، ولد في 18 فبراير 1836 في بوينس آيرس في الأرجنتين، وتوفي في 4 أبريل 1897 في لابلاتا في الأرجنتين.